# Yellow Bluff
Ne doit pas être confondu avec Yellow Bluff Fort Historic State Park.
Yellow Bluff est une ville américaine située dans le comté de Wilcox en Alabama. C'est une municipalité depuis 1985.
Selon le recensement de 2010, Yellow Bluff compte 188 habitants. La municipalité s'étend sur 0,46 milles carrés (1,19 km2), exclusivement des terres.

## Démographie
| 1990 | 2000 | 2010 | - |
| ---- | ---- | ---- | - |
| 245  | 181  | 188  | - |